# Thomas M. Butynski
Thomas Michael Butynski (* 26. März 1948) ist ein US-amerikanischer Wildökologe, Naturschutzbiologe und Primatologe, der seit Beginn der 1970er-Jahre in Afrika lebt und arbeitet.

## Leben
Butynski wuchs auf einer Farm in Greenfield im Westen von Massachusetts auf. 1970 erlangte er den Bachelor of Science in Wildbiologie an der University of Massachusetts, 1975 wurde er mit der Arbeit Nocturnal ecology of the springhare, Pedetes capensis, in Botswana zum Master of Science in Wildökologie an der Michigan State University graduiert und 1978 wurde er an derselben Universität zum Ph.D. in Wildökologie promoviert. Seine Dissertation trägt den Titel Ecological studies on the springhare pedetes capensis in Botswana. Von 1970 bis 1974 arbeitete Butynski als Friedenskorpsfreiwilliger und Wildbiologe für die Tourismus- und Nationalparkverwaltung von Botswana. Von 1978 bis 1993 war er Gastdozent an der Abteilung für Zoologie der Makerere-Universität in Uganda. Von 1978 bis 1984 war er Postdoc-Forscher im Bereich Primatenökologie im Kibale Forest in Uganda und an der Rockefeller University in New York City. Von 1986 bis 1993 war er Leiter des Impenetrable Forest Conservation Project in Uganda. Von 1991 bis 1993 war er Direktor des Institute of Tropical Forest Conservation in Uganda. 1992 wurde Butynski zum Ehren-Nationalparkverwalter der Uganda National Parks auf Lebenszeit ernannt. 1995 war er Begründer des Journals African Primates der IUCN/SSC Primate Specialist Group und bis 2006 dessen Herausgeber. 1998 begann Butynski seine Mitarbeit am sechsbändigen Werk Mammals of Africa von Jonathan Kingdon, das 2013 beim Verlag Bloomsbury Publishing veröffentlicht wurde. Seit 2004 ist er stellvertretender Direktor des Eastern Africa Primate Diversity and Conservation Program neben Yvonne de Jong. Von 2010 bis 2013 war Butynski Direktor des King Khalid Wildlife Research Centre in Saudi-Arabien. Seit 2013 ist er Leiter des Lolldaiga Hills Research Programme in Kenia, das sich mit der Dokumentation der Biodiversität und der nachhaltigen Nutzung der natürlichen Ressourcen der in der Nähe des Mount Kenya gelegenen Lolldaiga Hills befasst.
Im Mai 1996 gelang es dem Biologen John A. Hart von der Wildlife Conservation Society ein Weibchen der seit 1951 für verschollen gehaltenen Kongomaskeneule (Phodilus prigoginei) im Itombwe-Massiv im Osten der Demokratischen Republik Kongo wiederzuentdecken. Dieses Exemplar wurde mit einem Japannetz eingefangen, untersucht, von Butynski fotografiert und anschließend wieder freigelassen. Im Jahr 2006 gehörte Butynski zu den Erstbeschreibern des Kipunji-Affen (Rungwecebus kipunji).

## Publikationen (Auswahl)
- Assessment of the Diversity of African Primates In: International Journal of Primatology, Vol. 24, No. 6, December 2003 (mit Peter Grubb, John F. Oates, Simon K. Bearder, Todd R. Disotell, Colin P. Groves und Thomas T. Struhsaker)
- Consuming Nature: A Photo Essay on African Rain Forest Exploitation, 2003 (mit Anthony L. Rose, Russell Mittermeier, Olivier Langrand, Okyeame Ampadu-Agyei und Karl Ammann)
- West African chimpanzees : status survey and conservation action plan, 2003 (mit Mohamed I. Bakarr, Christophe Boesch, Rebecca Kormos, IUCN/SSC Primate Specialist Group)
- Mammals of Africa, 2013 (mit Jonathan Kingdon, David Happold, Meredith Happold, Michael Hoffmann, Jan Kalina)
- Out of Africa, but how and when? : the case of hamadryas baboons (Papio hamadryas) In: Journal of Human Evolution, Volume 76 (2014), S. 154–164 (mit Gisela H. Kopp, Christian Roos, Derek E. Wildman, Abdulaziz N. Alagaili)
- Primates of East Africa: Pocket Identification Guide (mit Yvonne A. De Jong, Illustrationen von Stephen D. Nash), 2018